# Bahnhof Essen West
Der Bahnhof Essen West ist ein S-Bahn-Knotenpunkt im Essener Stadtteil  Frohnhausen.

## Geschichte
Am 1. März 1862 wurde das Teilstück der Bahnstrecke Witten/Dortmund–Oberhausen/Duisburg zwischen Essen und Mülheim an der Ruhr durch die Bergisch-Märkische Eisenbahn-Gesellschaft eröffnet.
Die Auswahl des Standortes des Bahnhofes war durch die unmittelbare Nähe zu Steinkohlebergwerken und insbesondere zur Krupp-Gussstahlfabrik begründet. In den 1880er Jahren ging er als Bahnhof Altendorf in Betrieb. Später gab es die erste Umbenennung in Altendorf-Cronenberg, 1898 die nächste in Altendorf Essen-Süd. 1901, zur Eingemeindung von Altendorf und Frohnhausen zur Stadt Essen, wurde der Bahnhof in Essen West umbenannt.
Zunächst diente ein ehemaliges Wohnhaus der Arbeiterkolonie Kronenberg auf der nördlichen Seite der damaligen Bahnstrecke und östlich des heutigen Bahnhofs als Bahnhofsgebäude.
In den Jahren 1912 und 1913 wurde das heutige Empfangsgebäude südlich der Bahnstrecke und wenige hundert Meter westlich des alten Bahnhofs errichtet. Zeitweise war hier auch eine Bahnhofsgaststätte untergebracht. Nach schweren Kriegsschäden an der gesamten Bahnhofsanlage im Zweiten Weltkrieg wurde der noch nicht wieder überdachte Westbahnhof spöttisch Wasserbahnhof genannt. Das Empfangsgebäude wurde verändert wieder instand gesetzt. Im März 1949 eröffnete die komplett wiedererrichtete Bahnhofsgaststätte.
Seit 1974 bedienen die beiden S-Bahnlinien S 1 und S 3, seit 1998 auch die Linie S 9, den Bahnhof Essen West. 2019 kamen die Regional-Express-Linien RE 14 und RE 49 hinzu, 2020 folgte die Regionalbahnlinie RB 33.

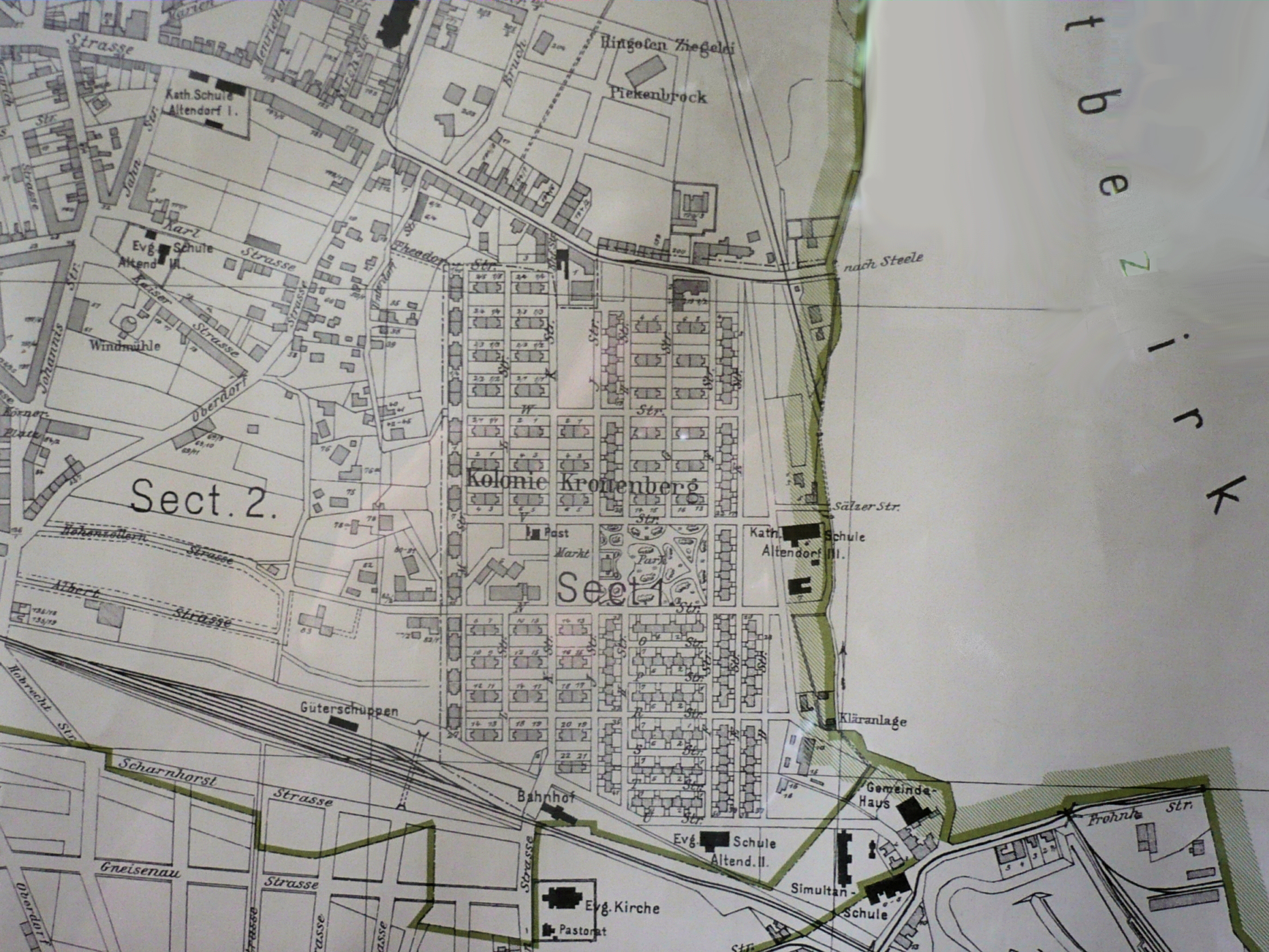
Lage des alten Bahnhofes Altendorf Essen-Süd auf einer Karte von 1898
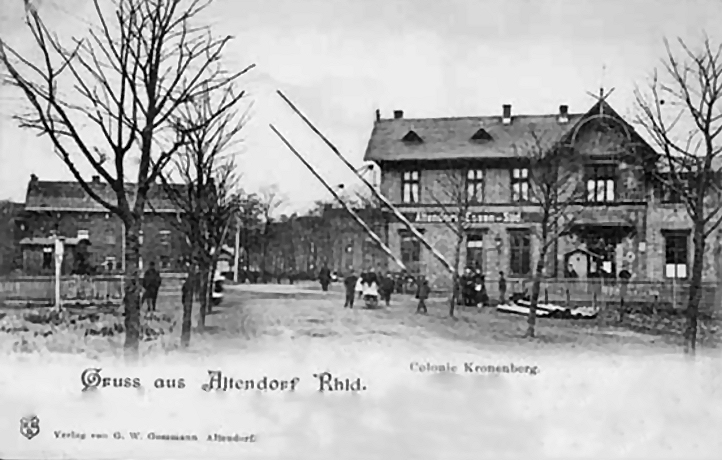
Bahnhof Altendorf Essen-Süd zwischen 1898 und 1901
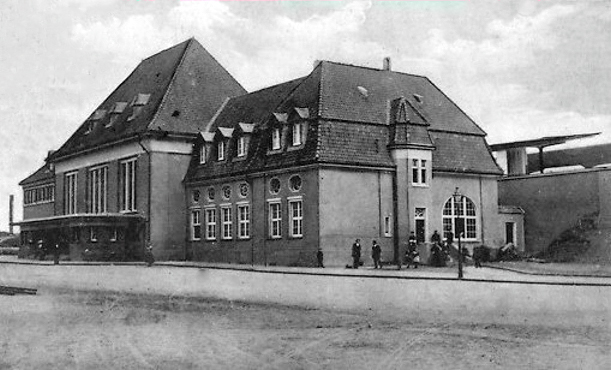
Empfangsgebäude um 1913

## Anlagen
Der Bahnhof verfügt über zwei Inselbahnsteige mit zusammen vier Gleisen. Östlich des Bahnhofes trennen sich bereits die Strecken von/nach Mülheim und von/nach Bottrop, so dass die Züge Mülheim–Essen auf den äußeren Gleisen 1 und 4 verkehren, die Züge Bottrop–Essen auf den dazwischenliegenden Gleisen 2 und 3. Nördlich der Bahnsteige liegen zwei Gleise für den Fernverkehr ohne Bahnsteig und einige Abstellgleise.

## Heutige Situation

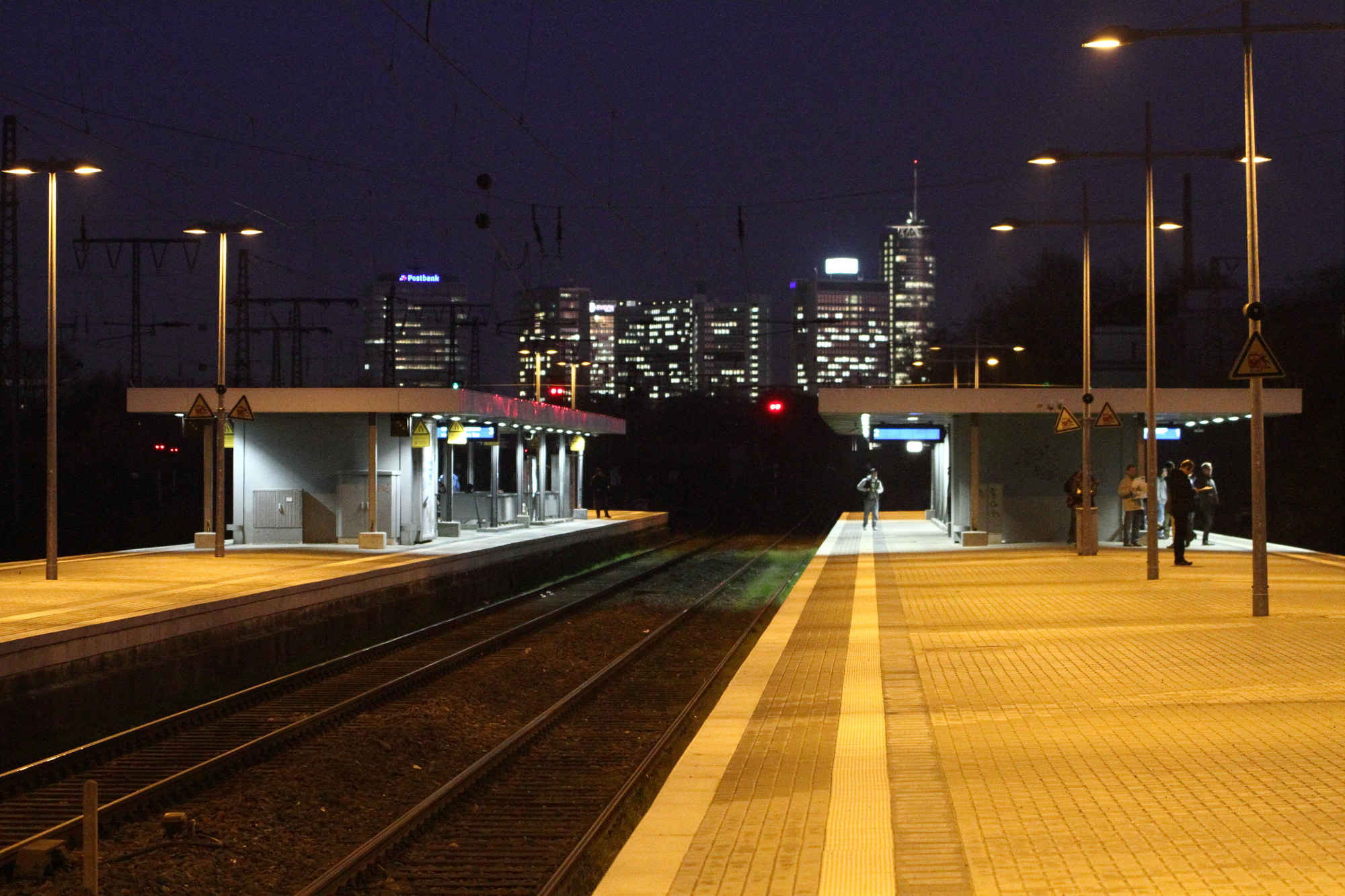
Bahnsteig

Der Bahnhof wird im Schienenpersonennahverkehr heute von den Linien S 1, S 3 und S 9 der S-Bahn Rhein-Ruhr, den Regional-Express-Linien RE 14 und RE 49, sowie der Regionalbahnlinie RB 33 bedient. Er liegt an der Bahnstrecke Witten/Dortmund–Oberhausen/Duisburg (Kursbuchstrecken 450.1, 450.3), sowie in Folge an der Bahnstrecke Mülheim-Heißen–Oberhausen-Osterfeld Nord (Kursbuchstrecke 450.9).
Im Betriebsstellenverzeichnis der Deutschen Bahn hat der Haltepunkt das Kürzel EENW. Der Bahnhof wird in der Preisklasse 4 als Nahverkehrssystemhalt geführt.
Aus dem Empfangsgebäude aus dem Jahr 1913 führt eine Unterführung zu den vier Gleisen und nördlich aus dem Bahnhof heraus. Die Bahnsteige wurden in den Jahren 2012 und 2013 saniert. Die Gaststätte steht heute leer, es gibt einen Kiosk.
| Linie | Verlauf | Takt                                                                       | Betreiber     |
| ----- | --- | -------------------------------------------------------------------------- | ------------- |
| RE 14 | Emscher-Münsterland-Express: Zugteil 1: Borken (Westf) – Marbeck-Heiden – Rhade – Deuten – Hervest-Dorsten – Dorsten Zugteil 2: Coesfeld (Westf) – Reken-Maria Veen – Reken – Reken-Klein Reken – Lembeck – Wulfen (Westf) – Hervest-Dorsten – Dorsten Flügelung bzw. Wiedervereinigung: Dorsten – Feldhausen – Gladbeck-Zweckel – Gladbeck West – Bottrop Hbf – Essen-Borbeck – Essen West (nur Züge bis/ab Dorsten) – Essen Hbf Stand: Fahrplanwechsel Dezember 2023 | 60 min 30 min (Dorsten–Essen werktags)                                     | RheinRuhrBahn |
| RE 49 | Wupper-Lippe-Express: Wesel – Friedrichsfeld (Niederrhein) – Voerde (Niederrhein) – Dinslaken – Oberhausen-Holten – Oberhausen-Sterkrade – Oberhausen Hbf – Mülheim (Ruhr)-Styrum – Mülheim (Ruhr) Hbf – Essen West – Essen Hbf – Essen-Steele – Essen-Kupferdreh – Velbert-Langenberg – Velbert-Neviges – Wuppertal-Vohwinkel – Wuppertal Hbf Stand: Fahrplanwechsel Dezember 2021 | 60 min (wochentags)                                                        | DB Regio      |
| RB 33 | Rhein-Niers-Bahn: Essen-Steele – Essen Hbf – Essen West – Mülheim (Ruhr) Hbf – Mülheim (Ruhr)-Styrum – Duisburg Hbf – Duisburg-Hochfeld Süd – Rheinhausen Ost – Rheinhausen – Krefeld-Hohenbudberg Chempark – Krefeld-Uerdingen – Krefeld-Linn – Krefeld-Oppum – Krefeld Hbf – Forsthaus – Anrath – Viersen – Mönchengladbach Hbf – Rheydt Hbf – Wickrath – Herrath – Erkelenz – Hückelhoven-Baal – Brachelen – Lindern – Geilenkirchen – Übach-Palenberg – Herzogenrath – Kohlscheid – Aachen West – Aachen Schanz – Aachen Hbf Stand: Fahrplanwechsel Juni 2022 | 60 min                                                                     | DB Regio      |
| S 1   | Solingen Hbf – SG-Vogelpark – Hilden Süd – Hilden – D-Eller – D-Eller Mitte – D-Oberbilk – D-Volksgarten – Düsseldorf Hbf – D-Wehrhahn – D-Zoo – D-Derendorf – D-Unterrath – D-Flughafen – Angermund – DU-Rahm – DU-Großenbaum – DU-Buchholz – DU-Schlenk – Duisburg Hbf – MH-Styrum – Mülheim (Ruhr) Hbf – E-Frohnhausen – Essen West – Essen Hbf – E-Steele – E-Steele Ost – E-Eiberg – Wattenscheid-Höntrop – BO-Ehrenfeld – Bochum Hbf – BO-Langendreer West – BO-Langendreer – DO-Kley – DO-Oespel – DO-Universität – DO-Dorstfeld Süd – DO-Dorstfeld – Dortmund Hbf Stand: Fahrplanwechsel Dezember 2023 | 30 min                                                                     | DB Regio      |
| S 3   | Oberhausen Hbf – MH-Styrum – Mülheim (Ruhr) West – Mülheim (Ruhr) Hbf – E-Frohnhausen – Essen West – Essen Hbf – E-Steele – E-Steele Ost – E-Horst – BO-Dahlhausen – Hattingen (Ruhr) – Hattingen (Ruhr) Mitte Stand: Fahrplanwechsel Dezember 2023 | 30 min                                                                     | DB Regio      |
| S 9   | Linienweg 1: Haltern am See – Marl-Hamm – Marl Mitte – GE-Hassel – GE-Buer Nord – Linienweg 2: Recklinghausen Hbf – Herten (Westf) – Hauptlinienweg: Gladbeck West – Bottrop-Boy – Bottrop Hbf – E-Dellwig Ost – E-Gerschede – E-Borbeck – E-Borbeck Süd – Essen West – Essen Hbf – E-Steele – E-Überruhr – E-Holthausen – E-Kupferdreh – Velbert-Nierenhof – Velbert-Langenberg – Velbert-Neviges – Velbert-Rosenhügel – Wülfrath-Aprath – W-Vohwinkel – W-Sonnborn – W-Zoologischer Garten – W-Steinbeck – Wuppertal Hbf – W-Unterbarmen – W-Barmen – W-Oberbarmen – W-Langerfeld – Schwelm West – Schwelm – Gevelsberg West – Gevelsberg-Kipp – Gevelsberg Hbf – Gevelsberg-Knapp – HA-Westerbauer – HA-Heubing – HA-Wehringhausen – Hagen Hbf Stand: Fahrplanwechsel Dezember 2023 | 60 min (je Linienast) 30 min (Gladbeck–Wuppertal) 60 min (Wuppertal–Hagen) | DB Regio      |

Am S-Bahnhof Essen West bestehen Umsteigemöglichkeiten an der Haltestelle West S zu folgenden Linien der Ruhrbahn:
| Linie   | Verlauf | Takt (Mo–Fr) |
| ------- | --- | ------------ |
| 101 106 | Borbeck Germaniaplatz – Bergeborbeck Leimgartsfeld – Bergeborbeck Bf – Helenenstraße – U Berliner Platz – U Rheinischer Platz – U Rathaus Essen – U Essen Hbf – Rüttenscheider Stern – Holsterhauser Platz – Hobeisenbrücke – Alfred-Krupp-Schule – Essen West – Helenenstraße Die Linie 101 verkehrt Borbeck → Helenenstraße → Hauptbahnhof → Rüttenscheid → Helenenstraße Die Linie 106 verkehrt Helenenstraße → Rüttenscheid → Hauptbahnhof → Helenenstraße → Borbeck | 10 min       |